# Protokoll von Konstantinopel

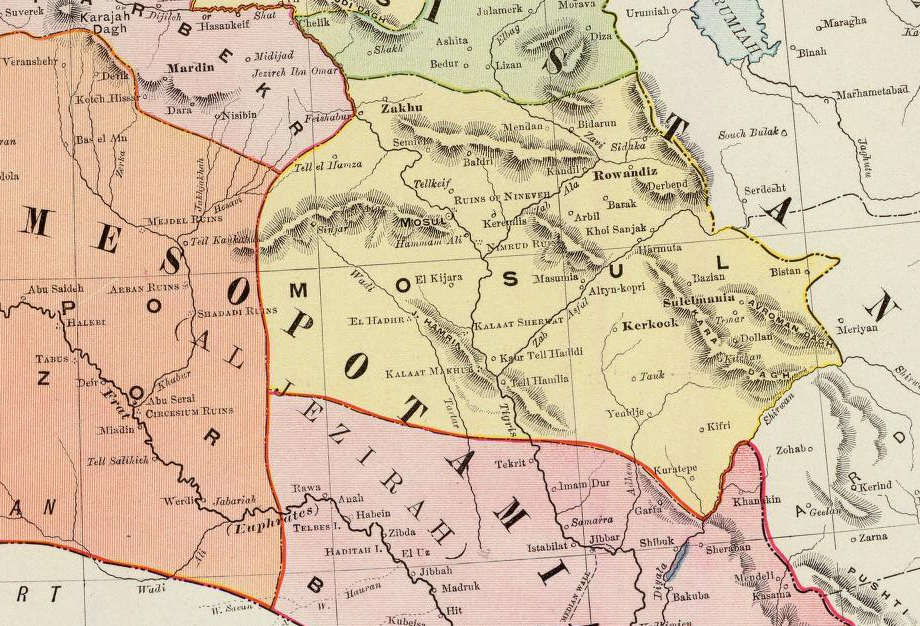
Karte des osmanischen Vilâyets Mossul von 1897 mit dem damaligen Grenzverlauf; die Gebiete östlich des Flusses Diyala oder Sirvan gehören noch zum Iran.

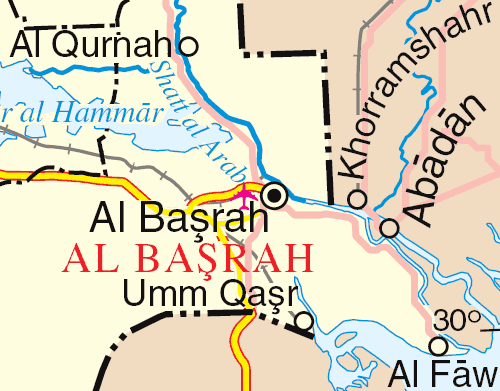
Mündungsgebiet des Schatt al-Arab mit den Städten Abadan und Chorramschahr

Das Protokoll von Konstantinopel legte den genauen Grenzverlauf zwischen Persien und dem Osmanischen Reich fest. Es wurde am 17. November 1913 in Istanbul unterzeichnet.
Vertragspartner waren das Osmanische Reich und Persien, vertreten durch die Dynastie der Kadscharen. Diese verpflichteten sich unter britischem und russischem Druck bereits 1847 im Vertrag von Erzurum, die Grenze zwischen ihren Staaten genau zu markieren. Das europäische Konzept von Staatsgrenzen war bis dahin im Orient unbekannt. Nach Abschluss dieses Vertrages nahm eine Kommission zur genauen Bestimmung der Grenze, an der neben Osmanen und Persern auch Russen und Briten beteiligt waren, ihre Arbeit auf, stellte sie aber nach dem Krimkrieg weitgehend ein. Wieder unter dem Druck von Briten und Russen wurde 1911 eine neue Kommission eingerichtet, deren Arbeit 1913 im Protokoll von Konstantinopel ihren Abschluss fand. Hierbei setzten sich die Interessen der Briten nach einem Hafen für ihre Anglo-Persian Oil Company in Chorramschahr durch; als Grenzverlauf im Schatt al-Arab wurde die Linie des Hochwassers auf dem linken Flussufer festgelegt. Die Verhandlungsparteien versuchten auch, schiitische und sunnitische kurdische Stämme zu trennen und Araber westlich der Grenze, Iraner und Turkmenen östlich davon anzusiedeln. Infolgedessen wurde das Gebiet östlich des Diyala (arabisch)/Sirvan (persisch) um Qasr-e Schirin einschließlich der Ölkonzession der Anglo-Persian Oil Company vom Iran an das Osmanische Reich abgetreten. Lediglich etwa 40 Meilen Grenzverlauf im Gebiet von  Qotur wurden nicht geregelt.
Später erkannten weder der Iran noch der Irak als Rechtsnachfolger des Osmanischen Reiches den Grenzverlauf im Schatt al-Arab an. 1980 nahm Saddam Hussein den Konflikt zusammen mit der Abtretung Chusistans an den Iran zum Vorwand für den Beginn des Ersten Golfkriegs.